# Willie Nelson

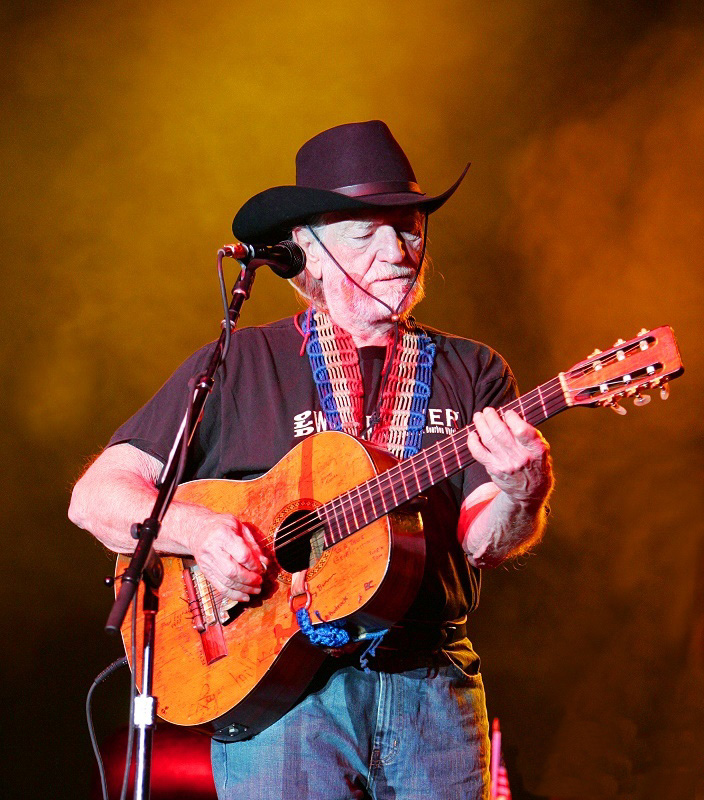
Willie Nelson (2006)

Willie Hugh Nelson (* 29. April 1933 in Abbott, Texas) ist ein US-amerikanischer Country-Sänger, Gitarrist und Songwriter. Er zählt zu den bedeutendsten Persönlichkeiten der Outlaw-Bewegung und des Genres im Allgemeinen. Er hatte 22 Nummer-eins-Singles und 14 Nummer-eins-Alben in den Billboard-Country-Charts. Zu seinen bekanntesten Songs zählen Blue Eyes Crying in the Rain, On the Road Again und Always on My Mind sowie Crazy in der Interpretation von Patsy Cline. Außerdem war er in fast 40 Film- und Fernsehproduktionen als Schauspieler tätig. Nelson ist vor allem für seine markante Stimme und seine Gitarrensoli bekannt. So listete der Rolling Stone ihn auf Platz 77 der 100 größten Gitarristen aller Zeiten.

## Biografie

### Kindheit und Jugend
Aus ärmlichen Verhältnissen stammend, wuchs Nelson bei seinen Großeltern auf. Mit sechs Jahren bekam er eine Gitarre geschenkt, mit zehn Jahren trat er erstmals öffentlich auf. Als Teenager spielte Nelson abends in lokalen Honky Tonks. 1950 wurde er zur Air Force eingezogen, aber bald darauf wegen Rückenproblemen entlassen. Er heiratete 1952 Martha Matthews, eine Cherokee, und wurde Vater von drei Kindern. Die Familie zog nach Fort Worth, wo Nelson eine Zeit lang als Diskjockey arbeitete.

### Anfänge
1956 spielte er in Vancouver, Washington, eine erste selbst finanzierte Single ein, die sich respektabel verkaufte. 1959 schaffte er es, die Rechte an seinem Song Night Life zu veräußern. Vom Erlös erwarb er ein altes Auto und machte sich auf den Weg nach Nashville. Dort fand er einen Job als Bassist in der Band von Ray Price. In den folgenden Jahren gelang es ihm mehrfach, Songs zu verkaufen – darunter 1961 Hello Walls, mit dem Faron Young Platz 1 der Country-Charts erreichte. Im selben Jahr nahm Patsy Cline sein Crazy auf. Willie Nelson war damit als Songwriter etabliert. Die Ehe mit Martha Matthews wurde 1962 geschieden. Im Jahr 1964 veröffentlichte er eine in deutscher Sprache gesungene Schallplatte mit den Liedern Little Darlin und Whisky-Walzer.

### Karriere

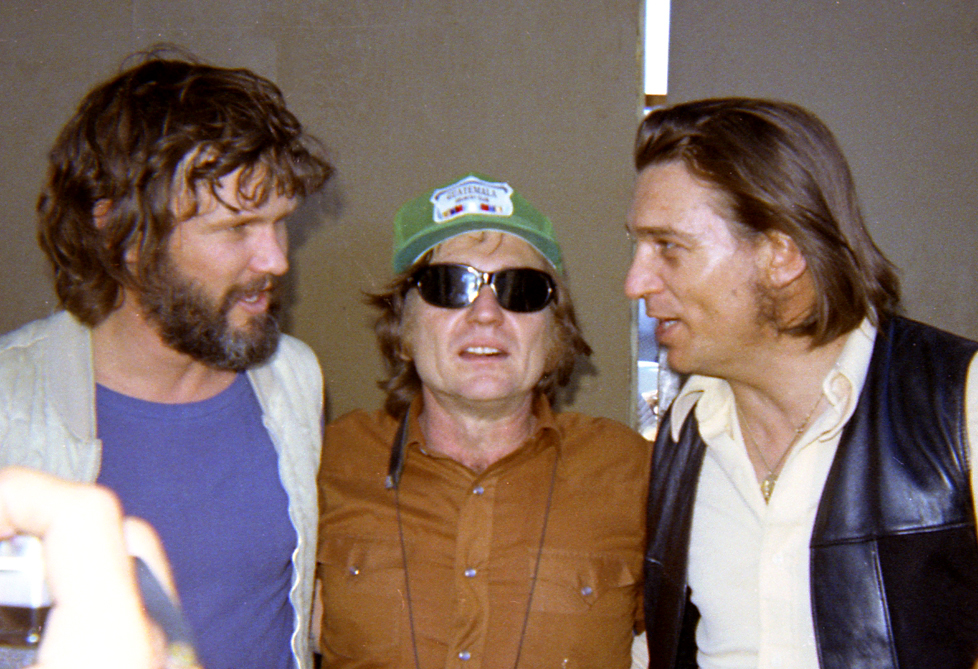
V. l. n. r.: Kris Kristofferson, Willie Nelson und Waylon Jennings (1972)

Willie Nelson (2. v. r.) mit seiner damaligen Ehefrau Connie Koepke (links) sowie Jessi Colter (3. v. r.) unterhalten sich mit dem US-Präsidenten Jimmy Carter (1978)

Er heiratete erneut und spielte einige Singles ein, von denen es zwei in die Top-10 schafften. Der große Durchbruch blieb ihm aber zunächst versagt. 1965 wechselte er zu RCA und schloss sich der Grand Ole Opry an. In den folgenden Jahren produzierte er eine lange Folge von nur mäßig erfolgreichen Alben und Singles. Sein Verhältnis zu RCA verschlechterte sich zusehends. Er warf seiner Plattenfirma vor, seine Songs zu verfälschen, sie allzu sehr dem kommerziellen Nashville Sound anzugleichen. RCA hatte tatsächlich das vertragliche Recht, seine Aufnahmen nach eigenem Ermessen zu verändern, ein untragbarer Zustand für einen unabhängigen Charakter wie Nelson.
Weihnachten 1970 brannte sein Haus ab, und Nelson beschloss, Nashville den Rücken zu kehren. Er ging nach Austin, heiratete zum dritten Mal und unterschrieb einen Vertrag bei Atlantic Records. Es wurden zwei Alben produziert: 1973 Shotgun Willie und 1974 Phases and Stages, wieder nur mit durchschnittlichem Erfolg.
Der große Durchbruch kam ein Jahr später. Er wechselte erneut die Plattenfirma und spielte für Columbia das wegweisende Album Red Headed Stranger ein, dessen Singleauskopplung Blue Eyes Crying in the Rain sein erster Nummer-1-Hit wurde und sich sogar in den Pop-Hitparaden platzierte. Seine alte Plattenfirma RCA versuchte, von seinem plötzlichen Ruhm zu profitieren und veröffentlichte aus Archivmaterial das Album: Wanted! The Outlaws. Neben Nelson waren darauf noch Waylon Jennings, Jessi Colter und Tompall Glaser zu hören, die ebenfalls mit dem Nashville-Establishment auf Kriegsfuß standen. Wanted! wurde als erstes Country-Album mehr als eine Million Mal verkauft. 1980 drehte der Regisseur Jerry Schatzberg den Musikfilm On the Road Again, bei dem Nelson die Hauptrolle übernahm. Für den gleichnamigen Song wurde er für den Oscar nominiert.

#### Outlaw-Bewegung

Büste im Nelson-Museum in Nashville

Nelson wurde zum Mittelpunkt der Outlaw-Bewegung, in der sich Musiker sammelten, die sich von den „kommerziellen Fesseln“ Nashvilles lösen und ihre eigene Musik spielen wollten. Nach anfänglicher Verärgerung war Nashville begeistert, denn die Outlaw-Musik verkaufte sich blendend und brachte frischen Wind in die stagnierende Country-Szene.
Willie Nelson war in den nächsten Jahren besonders mit Duetten erfolgreich. Zunächst mit seinem Freund Waylon Jennings – Waylon & Willie – und dann auch mit anderen etablierten Größen der Country-Musik wie beispielsweise Merle Haggard mit dem Hit Pancho and Lefty sowie Ray Price, Dolly Parton und Ray Charles. Am erfolgreichsten war ein Duett mit Julio Iglesias: To All the Girls I’ve Loved Before, das Albert Hammond geschrieben hat. 1978 erschien Nelsons kommerziell erfolgreichstes Album Stardust. 1979 wurde in Nashville ein Museum für Willie Nelson eröffnet.

#### Highwaymen

Nelsons Briefkasten, Nelson-Museum, Nashville

Mitte der 1980er-Jahre tat er sich mit Kris Kristofferson, Johnny Cash und Waylon Jennings unter dem Namen Highwaymen zusammen. In den folgenden zehn Jahren nahmen die Musiker gemeinsam drei Alben auf und gingen mehrfach auf sehr erfolgreiche Welttourneen. 1985 beteiligte sich Nelson am Projekt USA for Africa. Ebenfalls 1985 hob Nelson zusammen mit John Mellencamp das Farm-Aid-Festival zur Unterstützung landwirtschaftlicher Familienbetriebe in den USA aus der Taufe. Dieses Festival wird seither jährlich veranstaltet und mittlerweile auch von Neil Young und Dave Matthews mitorganisiert.
1990 hatten sich Steuerschulden von über 16 Millionen Dollar angehäuft. Willie Nelson verlor seinen gesamten Besitz. Der Erlös seiner nächsten Alben ging vollständig an das Finanzamt, es gelang ihm, bis 1993 seine Schulden zu begleichen. Im selben Jahr erhielt er die größte Auszeichnung, die die Countrymusik zu vergeben hat: Er wurde in die Country Music Hall of Fame aufgenommen.

#### Schauspieler

Willie Nelson - Always on My Mind

Schon 1979 spielte Nelson neben Robert Redford und Jane Fonda in Der elektrische Reiter (The Electric Horseman). 1997 übernahm Nelson eine Nebenrolle im Kinofilm Wag the Dog, er spielte einen Songwriter. 2002 trat er in der US-Krimiserie Monk in der zwölften Folge der ersten Staffel, die in Deutschland unter dem Namen Mr. Monk und Willie Nelson ausgestrahlt wurde, als Hauptverdächtiger in einem Mordfall auf. 2005 spielte er Onkel Jesse in der Kinoadaption der erfolgreichen Serie Ein Duke kommt selten allein und steuerte seine Interpretation der Titelmelodie Good Ol' Boys zum Soundtrack bei.
Ebenfalls trat er im Musikvideo der Coverversion von These Boots Are Made for Walkin’ von Jessica Simpson auf und hatte Gastauftritte in der Fernsehserie Nash Bridges, in der Folge El Viejo der dritten Staffel von Miami Vice sowie in den Kinofilmen Austin Powers, Half Baked – Völlig high und durchgeknallt und Bierfest. Zudem gibt es eine Zeichentrick-Parodie namens Willie Nelson and the Strokes, die Bestandteil der Sendung VH1-Illustrated ist.
2006 steuerte Nelson den Song He Was a Friend of Mine zum Soundtrack des Films Brokeback Mountain bei und veröffentlichte im selben Jahr den Song Cowboys are Frequently Secretly (Fond of Each Other), dessen Text 1981 von Ned Sublette geschrieben worden war.
Ebenfalls 2006 spielte er sich selbst im Film Broken Bridges mit Toby Keith und Kelly Preston in den Hauptrollen. Im Trio mit Toby Keith und BeBe Winans wurde außerdem der Song Uncloudy Day auf dem Soundtrack veröffentlicht. Im Jahr 2008 folgte wieder eine Rolle an der Seite von Toby Keith in der Komödie Beer for My Horses.

#### Gegenwart

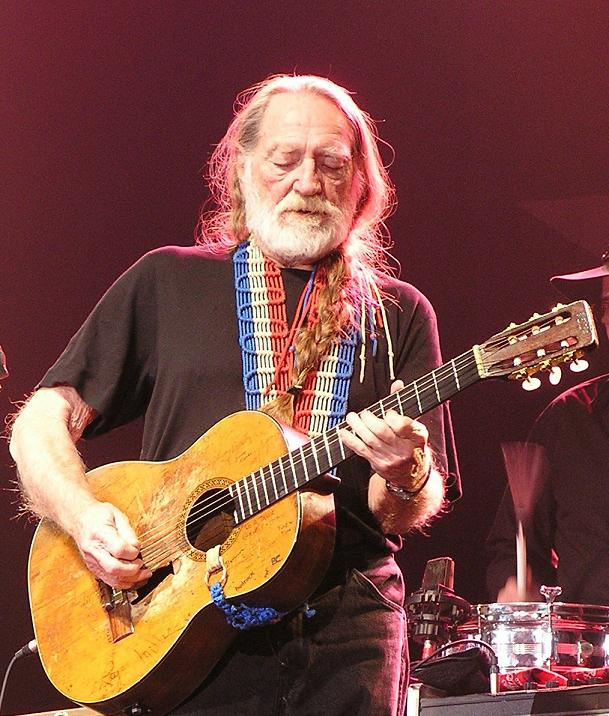
Willie Nelson (2007)

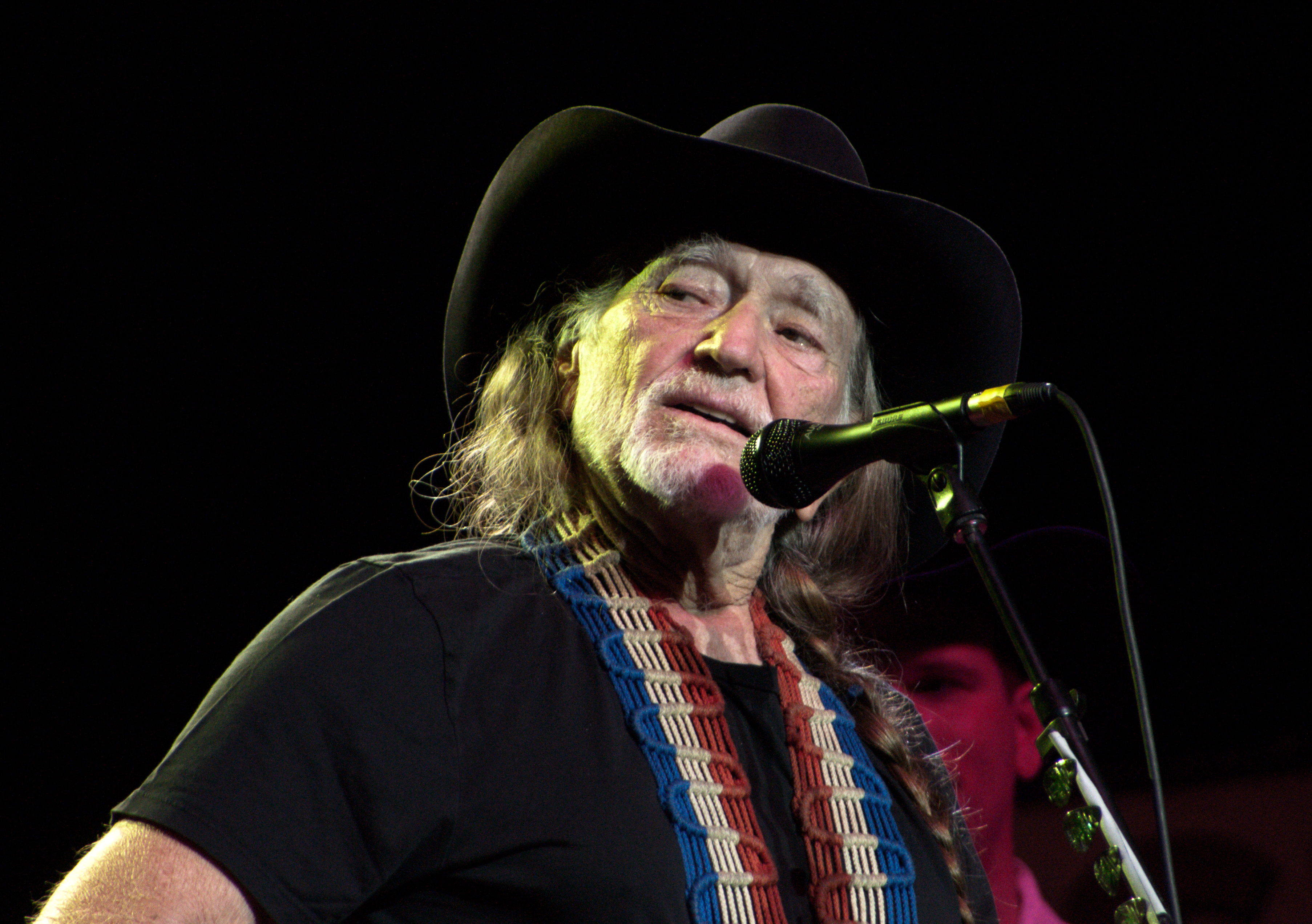
Willie Nelson (2009)

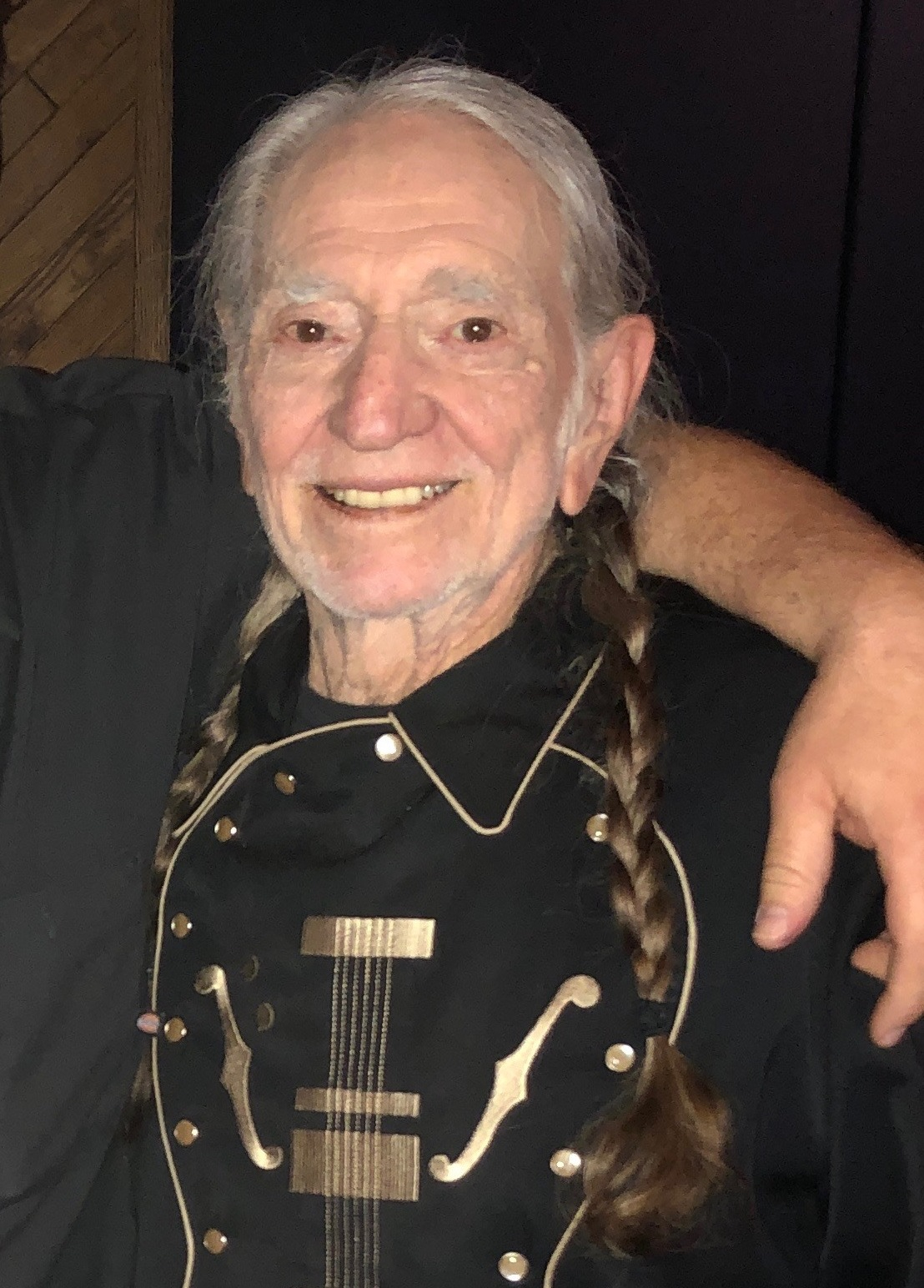
Willie Nelson (2019)

1993 coverte er im Duett mit der irischen Sängerin Sinéad O’Connor den Song Don’t Give Up von Peter Gabriel, den dieser 1986 im Original mit Kate Bush gesungen hat. Das Stück ist auf Nelsons Studioalbum Across the Borderline enthalten, das von Don Was, Paul Simon und Roy Halee produziert wurde.
Zwischen 2002 und 2008 stand Nelson beim Alternative-Country-Label Lost Highway unter Vertrag, bei dem er einige von der Kritik gelobte Alben herausbrachte. Erwähnenswert ist unter anderem Last of the Breed mit Ray Price, Merle Haggard und George Jones aus dem Jahr 2007. Nach seinem letzten Album für Lost Highway, Moment of Forever, wechselte Nelson zu Blue Note / EMI, wo 2008 in Zusammenarbeit mit dem Jazz-Trompeter Wynton Marsalis ein Album erschien. Auf der Platte interpretieren beide unter anderem den Klassiker Georgia on My Mind. Nach dem gemeinsamen Album Willie and the Wheel mit der Western-Swing-Band Asleep at the Wheel folgte 2009 Nelsons zweites Album für Blue Note, American Classic.
Im Februar 2012 unterzeichnete Nelson einen Plattenvertrag bei Legacy Recordings. Seine erste Veröffentlichung für das Label war das Album Heroes, für das er unter anderem Ray Price, Merle Haggard, Snoop Dogg, Kris Kristofferson, Jamey Johnson, Billy Joe Shaver und Sheryl Crow als Gastmusiker gewinnen konnte. Das Album belegte Platz vier der Billboard-Country-Alben-Charts.
Die erhöhte Medienpräsenz anlässlich seines 80. Geburtstages und die Erschließung neuer Hörerschichten hatten zur Folge, dass Nelsons Alben auch in den regulären US-Album-Charts wieder sehr erfolgreich waren. Mit Platz 9 bzw. Platz 5 belegten seine beiden letzten Studioalben die höchsten Platzierungen seit über 30 Jahren. Mit 80 Jahren erlangte Nelson noch den 5. Dan in Gongkwon Yusul.
An seinem 90. Geburtstag am 29. April 2023 und am darauffolgenden Abend gab er jeweils ein vierstündiges Konzert in der Hollywood Bowl. Zahlreiche Gäste aus den verschiedensten musikalischen Bereichen beteiligten sich daran. Die Liste reicht dabei von Billy Strings, Lyle Lovett, Dwight Yoakam und Rosanne Cash bis Edie Brickell, Keith Richards, Neil Young, Norah Jones, Ziggy Marley oder Snoop Dogg und vielen anderen. Ausschnitte daraus wurden am 14. Dezember 2023 unter dem Titel Long Story Short: Willie Nelson 90: Live At The Hollywood Bowl veröffentlicht.

### Drogen
Nelson rauchte einmal mit Jimmy Carters Sohn Marihuana auf dem Dach des Weißen Hauses. Im November 2010 wurde Nelson wegen Besitzes von etwa 170 Gramm Marihuana in Texas festgenommen und gegen eine Kaution von 2500 Dollar entlassen. Bereits 2006 war er wegen Drogenbesitzes zu einer Geldstrafe und sechs Monaten Bewährung verurteilt worden. Er setzt sich seit Jahrzehnten öffentlich für Cannabis und dessen Legalisierung ein, einige seiner Lieder behandeln auch das Thema. Unter dem Namen Willie’s Reserve vertreibt er legales Marihuana und andere Cannabisprodukte.

### Willie Nelson's Fourth of July Picnic
Als maßgeblicher Mitausrichter und Organisator beteiligt ist Willie Nelson beim jährlich stattfindenden Willie Nelson's Fourth of July Picnic – einem Country-Musikfestival, das mit kleinen und auch größeren Unterbrechungen seit 1973 stattfindet. Inspiriert wurde Nelson von dem 1972 stattfindenden Dripping Springs Reunion – einem Open Air, das auf der Dripping Springs Ranch in Texas stattfand. Nelson war von dem Konzert derart angetan, dass er beschloss, ein ähnliches Festival auf die Beine zu stellen.
Die erste Veranstaltung war ein Erfolg. In den späten 1970er-Jahren indes machte es der schlechte Ruf des Konzerts aufgrund wiederkehrender Sicherheitsprobleme zunehmend schwierig, Veranstaltungsorte zu finden. In den 1980er-Jahren wendeten sich die ursprünglichen Probleme zwar zum Besseren. Trotz ihres guten Renommées beim Publikum und bei Künstlern sahen sich die Veranstalter allerdings immer wieder gezwungen, Veranstaltungsstadt und Veranstaltungsort zu wechseln. Das ursprünglich den Ruf eines „Hillbilly-Woodstock“ innehabende und stets am oder um den 4. Juli herum stattfindende Festival entwickelte sich mit den Jahren zu einem Kristallisationspunkt von Mainstream-Countryszene, der Outlaw-Bewegung anhängenden Interpreten und neueren aus der Americana-, Alternative-Country- und Singer-Songwriter-Szene.
Wenn auch vergleichsweise stark mit Acts aus der texanischen Country-Szene bestückt, zählt das – von Willie Nelson weiterhin mit ausgerichtete – Willie Nelson's Fourth of July Picnic zu den renommiertesten Festivals der Sparte. Auftritte im alten und im neuen Jahrtausend hatten dort unter anderem: Waylon Jennings, Kris Kristofferson, John Prine, Doug Sahm, Townes Van Zandt, Kinky Friedman, Robert Earl Keen, Rita Coolidge, die Pointer Sisters, Leon Russell, Ray Wylie Hubbard, Asleep at the Wheel, Jessi Colter, Linda Ronstadt, David Allan Coe, die Stray Cats, Joe Ely, Johnny Cash und June Carter Cash, Neil Young, Hank Snow, The Highwaymen, Shelby Lynne, Billy Joe Shaver, Dwight Yoakam, Emmylou Harris, Merle Haggard, Billy Bob Thornton, Steve Earle, Hayes Carll, Bob Dylan sowie John Mellencamp.

### Instrument
Nelson spielt seit 1969 eine Gitarre mit dem Namen „Trigger“. Es handelt sich um eine Classical Acoustic, Martin N-20. Nelson ließ in das Instrument einen Tonabnehmer integrieren, der von einer beschädigten Baldwin 800C stammt. Das Instrument wurde bei rund 10.000 Auftritten gespielt und ist auf verschiedenen Plattenaufnahmen verewigt. Das Instrument wurde über die Jahre soweit abgenutzt, dass sich eine Öffnung in der Decke gebildet hat. Trigger hat durch diese Abnutzungen eine eigene Klangcharakteristik gewonnen. Verschiedene Persönlichkeiten ritzten ihr Autogramm in die Gitarre, und es wurde ein Dokumentationsfilm zu diesem Instrument veröffentlicht.

## Diskografie
Studioalben

| Jahr | Titel Musiklabel                                                   | Höchstplatzierung, Gesamtwochen, AuszeichnungChartplatzierungen (Jahr, Titel, Musiklabel, Platzierungen, Wochen, Auszeichnungen, Anmerkungen) | Höchstplatzierung, Gesamtwochen, AuszeichnungChartplatzierungen (Jahr, Titel, Musiklabel, Platzierungen, Wochen, Auszeichnungen, Anmerkungen) | Höchstplatzierung, Gesamtwochen, AuszeichnungChartplatzierungen (Jahr, Titel, Musiklabel, Platzierungen, Wochen, Auszeichnungen, Anmerkungen) | Höchstplatzierung, Gesamtwochen, AuszeichnungChartplatzierungen (Jahr, Titel, Musiklabel, Platzierungen, Wochen, Auszeichnungen, Anmerkungen) | Höchstplatzierung, Gesamtwochen, AuszeichnungChartplatzierungen (Jahr, Titel, Musiklabel, Platzierungen, Wochen, Auszeichnungen, Anmerkungen) | Höchstplatzierung, Gesamtwochen, AuszeichnungChartplatzierungen (Jahr, Titel, Musiklabel, Platzierungen, Wochen, Auszeichnungen, Anmerkungen) | Anmerkungen                              |
| Jahr | Titel Musiklabel                                                   | DE | AT | CH | UK | US | Country | Anmerkungen                              |
| ---- | ------------------------------------------------------------------ | --- | --- | --- | --- | --- | --- | ---------------------------------------- |
| 1962 | And Then I Wrote Liberty Records                                   | — | — | — | — | — | — | Erstveröffentlichung: September 1962     |
| 1963 | Here’s Willie Nelson Liberty Records                               | — | — | — | — | — | — |                                          |
| 1965 | Country Willie – His Own Songs RCA Records                         | — | — | — | — | — | — |                                          |
| 1966 | Country Favorites – Willie Nelson Style RCA Records                | — | — | — | — | — | Country9 (17 Wo.)Country |                                          |
| 1967 | Make Way for Willie Nelson RCA Records                             | — | — | — | — | — | Country9 (20 Wo.)Country | Erstveröffentlichung: Mai 1967           |
| 1967 | “The Party’s Over” and Other Great Willie Nelson Songs RCA Records | — | — | — | — | — | Country7 (14 Wo.)Country | Erstveröffentlichung: Oktober 1967       |
| 1968 | Texas in My Soul RCA Records                                       | — | — | — | — | — | — |                                          |
| 1968 | Good Times RCA Records                                             | — | — | — | — | — | Country29 (7 Wo.)Country |                                          |
| 1969 | My Own Peculiar Way RCA Records                                    | — | — | — | — | — | Country39 (4 Wo.)Country | Erstveröffentlichung: Februar 1969       |
| 1970 | Both Sides Now RCA Records                                         | — | — | — | — | — | — | Erstveröffentlichung: März 1970          |
| 1970 | Laying My Burdens Down RCA Records                                 | — | — | — | — | — | — | Erstveröffentlichung: Oktober 1970       |
| 1971 | Willie Nelson and Family RCA Records                               | — | — | — | — | — | — |                                          |
| 1971 | Yesterday’s Wine RCA Records                                       | — | — | — | — | — | — |                                          |
| 1972 | The Words Don’t Fit the Picture RCA Records                        | — | — | — | — | — | — |                                          |
| 1972 | The Willie Way RCA Records                                         | — | — | — | — | — | Country34 (4 Wo.)Country |                                          |
| 1973 | Shotgun Willie Atlantic Records                                    | — | — | — | — | — | Country41 (7 Wo.)Country | Erstveröffentlichung: 11. Juni 1973      |
| 1974 | Phases and Stages Atlantic Records                                 | — | — | — | — | US187 (3 Wo.)US | Country34 (11 Wo.)Country | Erstveröffentlichung: März 1974          |
| 1975 | Red Headed Stranger Columbia Records                               | — | — | — | — | US28 ×2Doppelplatin · (43 Wo.)US | Country1 (121 Wo.)Country | Erstveröffentlichung: Mai 1975           |
| 1976 | The Sound in Your Mind Columbia Records                            | — | — | — | — | US48 Platin · (15 Wo.)US | Country1 (35 Wo.)Country | Erstveröffentlichung: Februar 1976       |
| 1976 | The Troublemaker Columbia Records                                  | — | — | — | — | US60 Gold · (7 Wo.)US | Country1 (30 Wo.)Country | Erstveröffentlichung: September 1976     |
| 1977 | To Lefty from Willie Columbia Records                              | — | — | — | — | US91 (12 Wo.)US | Country2 (22 Wo.)Country | Erstveröffentlichung: Juni 1977          |
| 1978 | There’ll Be No Teardrops Tonight United Artist Records             | — | — | — | — | — | Country46 (2 Wo.)Country |                                          |
| 1978 | Stardust Columbia Records                                          | — | — | — | — | US30 ×5Fünffachplatin · (117 Wo.)US | Country1 (551 Wo.)Country | Erstveröffentlichung: April 1978         |
| 1979 | Sings Kristofferson Columbia Records                               | — | — | — | — | US42 Platin · (25 Wo.)US | Country5 (50 Wo.)Country | Erstveröffentlichung: Oktober 1979       |
| 1979 | Pretty Paper CBS Records                                           | — | — | — | — | US73 Platin · (8 Wo.)US | Country11 (7 Wo.)Country | Erstveröffentlichung: November 1979      |
| 1979 | The Electric Horseman CBS Records                                  | — | — | — | — | US52 Gold · (25 Wo.)US | Country3 (37 Wo.)Country |                                          |
| 1980 | Honeysuckle Rose Columbia Records                                  | — | — | — | — | US— ×2DoppelplatinUS | — | Erstveröffentlichung: Juli 1980          |
| 1980 | Family Bible Songbird Records                                      | — | — | — | — | — | Country26 (18 Wo.)Country |                                          |
| 1981 | Somewhere over the Rainbow Columbia Records                        | — | — | — | — | US31 Platin · (23 Wo.)US | Country1 (36 Wo.)Country |                                          |
| 1982 | Always on My Mind Columbia Records                                 | — | — | — | UK49 (99 Wo.)UK | US2 ×4Vierfachplatin · (99 Wo.)US | Country1 (253 Wo.)Country | Erstveröffentlichung: Februar 1982       |
| 1983 | Tougher Than Leather Columbia Records                              | — | — | — | — | US39 (20 Wo.)US | Country4 (32 Wo.)Country |                                          |
| 1983 | My Own Way Columbia Records                                        | — | — | — | — | US182 (5 Wo.)US | — |                                          |
| 1983 | Without a Song Columbia Records                                    | — | — | — | — | US54 Platin · (34 Wo.)US | Country3 (73 Wo.)Country |                                          |
| 1984 | City of New Orleans Columbia Records                               | — | — | — | — | US69 Platin · (26 Wo.)US | Country1 (45 Wo.)Country |                                          |
| 1984 | Angel Eyes Columbia Records                                        | — | — | — | — | US116 (7 Wo.)US | — |                                          |
| 1985 | Me and Paul S&P Records                                            | — | — | — | — | US152 (7 Wo.)US | Country3 (40 Wo.)Country | Erstveröffentlichung: Februar 1985       |
| 1986 | Partners Columbia Records                                          | — | — | — | — | — | Country13 (26 Wo.)Country | Erstveröffentlichung: September 1986     |
| 1986 | The Promiseland Columbia Records                                   | — | — | — | — | — | Country1 (28 Wo.)Country |                                          |
| 1987 | Island in the Sea Columbia Records                                 | — | — | — | — | — | Country14 (19 Wo.)Country |                                          |
| 1988 | What a Wonderful World Columbia Records                            | — | — | — | — | — | Country6 (40 Wo.)Country | Erstveröffentlichung: 20. September 1988 |
| 1989 | A Horse Called Music Columbia Records                              | — | — | — | — | — | Country2 (41 Wo.)Country |                                          |
| 1990 | Born for Trouble Columbia Records                                  | — | — | — | — | — | Country31 (28 Wo.)Country |                                          |
| 1992 | Any Old Arms Won’t Do Sound Solution                               | — | — | — | — | — | — |                                          |
| 1992 | The IRS Tapes: Who’ll Buy My Memories? Sony Records                | — | — | — | — | — | — |                                          |
| 1993 | Across the Borderline Columbia Records                             | — | — | — | — | US75 (16 Wo.)US | Country15 (24 Wo.)Country | Erstveröffentlichung: 19. März 1993      |
| 1994 | Moonlight Becomes You Justice Records                              | — | — | — | — | US188 (1 Wo.)US | Country37 (10 Wo.)Country |                                          |
| 1994 | Healing Hands of Time Capitol Records                              | — | — | — | — | US103 (11 Wo.)US | Country17 (18 Wo.)Country |                                          |
| 1994 | Six Hours at Pedemales Step one Records                            | — | — | — | — | — | — |                                          |
| 1995 | Just One Love Transatlantic Records                                | — | — | — | — | — | — |                                          |
| 1996 | Spirit Island Records                                              | — | — | — | UK78 (1 Wo.)UK | US132 (2 Wo.)US | Country20 (17 Wo.)Country | Erstveröffentlichung: 4. Juni 1996       |
| 1996 | How Great Thou Art Fine Arts Records                               | — | — | — | — | — | — |                                          |
| 1998 | Teatro Island Records                                              | — | — | — | — | US104 (6 Wo.)US | Country17 (28 Wo.)Country | Erstveröffentlichung: 1. September 1998  |
| 1999 | Night and Day Free Falls Entertainment                             | — | — | — | — | — | — | Erstveröffentlichung: 13. Juli 1999      |
| 2000 | Tales out of Luck (Me and the Drummer) Luck Records                | — | — | — | — | — | — | Erstveröffentlichung: 6. Juni 2000       |
| 2000 | Milk Cow Blues Island Records                                      | — | — | — | — | US83 (7 Wo.)US | — | Erstveröffentlichung: 19. September 2000 |
| 2001 | Rainbow Connection Island Records                                  | — | — | — | — | — | Country52 (7 Wo.)Country | Erstveröffentlichung: 12. Juni 2001      |
| 2002 | The Great Divide Lost Highway Records                              | — | — | — | — | US43 (23 Wo.)US | Country5 (64 Wo.)Country | Erstveröffentlichung: 1. Januar 2002     |
| 2004 | Nacogdoches Texas Roadhouse                                        | — | — | — | — | — | — | Erstveröffentlichung: 29. April 2004     |
| 2004 | It Will Always Be Lost Highway Records                             | — | — | — | — | US75 (3 Wo.)US | Country12 (17 Wo.)Country | Erstveröffentlichung: 26. Oktober 2004   |
| 2005 | Countryman Lost Highway Records                                    | — | — | — | — | US46 (7 Wo.)US | Country6 (15 Wo.)Country | Erstveröffentlichung: 2. August 2005     |
| 2006 | You Don’t Know Me: The Songs of Cindy Walker Lost Highway Records  | — | — | — | — | US114 (4 Wo.)US | Country24 (12 Wo.)Country | Erstveröffentlichung: 16. März 2006      |
| 2006 | Songbird Lost Highway Records                                      | — | — | — | — | US87 (2 Wo.)US | Country19 (11 Wo.)Country | Erstveröffentlichung: 21. Oktober 2006   |
| 2008 | Moment of Forever Lost Highway Records                             | — | — | — | — | US56 (4 Wo.)US | Country8 (16 Wo.)Country | Erstveröffentlichung: 29. Januar 2008    |
| 2009 | American Classic Blue Note Records                                 | DE96 (1 Wo.)DE | — | — | — | US43 (6 Wo.)US | Country14 (25 Wo.)Country | Erstveröffentlichung: 25. August 2009    |
| 2010 | Country Music Rounder Records                                      | — | — | — | — | US20 (6 Wo.)US | Country4 (19 Wo.)Country | Erstveröffentlichung: 20. April 2010     |
| 2011 | Remember Me Vol. 1 R&J Records                                     | — | — | — | — | — | Country40 (9 Wo.)Country | Erstveröffentlichung: 21. November 2011  |
| 2012 | Heroes Legacy Recordings                                           | — | AT34 (2 Wo.)AT | CH72 (2 Wo.)CH | UK73 (1 Wo.)UK | US18 (7 Wo.)US | — | Erstveröffentlichung: 15. Mai 2012       |
| 2013 | Let’s face the Music and Dance Legacy Recordings                   | — | — | — | — | US49 (3 Wo.)US | Country16 (12 Wo.)Country | Erstveröffentlichung: 16. April 2013     |
| 2013 | To All the Girls … Legacy Recordings                               | — | — | CH66 (2 Wo.)CH | UK72 (1 Wo.)UK | US9 (8 Wo.)US | Country2 (22 Wo.)Country | Erstveröffentlichung: 15. Oktober 2013   |
| 2014 | Band of Brothers Legacy Recordings                                 | — | — | — | UK52 (1 Wo.)UK | US5 (9 Wo.)US | Country1 (23 Wo.)Country | Erstveröffentlichung: 17. Juni 2014      |
| 2016 | Summertime: Willie Nelson Sings Gershwin Legacy Recordings         | — | — | — | — | US40 (2 Wo.)US | — | Erstveröffentlichung: 26. Februar 2016   |
| 2016 | For the Good Times: A Tribute to Ray Price Legacy Recordings       | — | — | — | — | US84 (1 Wo.)US | Country5 (6 Wo.)Country | Erstveröffentlichung: 16. September 2016 |
| 2017 | God’s Problem Child Legacy Recordings                              | DE76 (1 Wo.)DE | AT41 (1 Wo.)AT | CH42 (1 Wo.)CH | UK64 (1 Wo.)UK | US10 (5 Wo.)US | Country1 (9 Wo.)Country | Erstveröffentlichung: 28. April 2017     |
| 2018 | Last Man Standing Legacy Recordings                                | DE39 (2 Wo.)DE | AT32 (2 Wo.)AT | CH34 (2 Wo.)CH | UK46 (1 Wo.)UK | US14 (3 Wo.)US | Country3 (5 Wo.)Country | Erstveröffentlichung: 27. April 2017     |
| 2018 | My Way Legacy Recordings                                           | — | AT58 (1 Wo.)AT | CH75 (1 Wo.)CH | — | US36 (2 Wo.)US | — | Erstveröffentlichung: 14. September 2017 |
| 2019 | Ride Me Back Home Legacy Recordings                                | DE54 (1 Wo.)DE | AT18 (2 Wo.)AT | CH18 (3 Wo.)CH | — | US18 (2 Wo.)US | Country2 (3 Wo.)Country | Erstveröffentlichung: 21. Juni 2019      |
| 2020 | First Rose of Spring Legacy Recordings                             | DE43 (1 Wo.)DE | AT8 (3 Wo.)AT | CH8 (3 Wo.)CH | UK76 (1 Wo.)UK | US49 (1 Wo.)US | Country5 (2 Wo.)Country | Erstveröffentlichung: 3. Juli 2020       |
| 2021 | That’s Life Legacy Recordings                                      | DE97 (1 Wo.)DE | — | CH33 (2 Wo.)CH | — | US58 (1 Wo.)US | — | Erstveröffentlichung: 26. Februar 2021   |
| 2022 | A Beautiful Time Legacy Recordings                                 | DE44 (1 Wo.)DE | — | CH19 (2 Wo.)CH | — | US100 (1 Wo.)US | Country13 (1 Wo.)Country | Erstveröffentlichung: 29. April 2022     |
| 2023 | I Don’t Know a Thing About Love Legacy Recordings                  | — | — | CH85 (1 Wo.)CH | — | — | — | Erstveröffentlichung: 3. März 2023       |
| 2023 | Bluegrass Legacy Recordings                                        | — | — | CH64 (1 Wo.)CH | — | — | — | Erstveröffentlichung: 15. September 2023 |
| 2024 | The Border Legacy Recordings                                       | — | AT58 (1 Wo.)AT | — | — | — | Country50 (1 Wo.)Country | Erstveröffentlichung: 31. Mai 2024       |
| 2024 | Last Leaf on the Tree Sony Music Catalog                           | — | AT63 (1 Wo.)AT | CH37 (1 Wo.)CH | — | — | Country40 (1 Wo.)Country | Erstveröffentlichung: 1. November 2024   |
| 2025 | Oh What a Beautiful World Legacy Recordings                        | — | — | CH36 (… Wo.)CH | — | — | — | Erstveröffentlichung: 25. April 2025     |

grau schraffiert: keine Chartdaten aus diesem Jahr verfügbar

## Auszeichnungen
- 1976: CMA Award in der Kategorie Vocal Duo of the Year (mit Waylon Jennings)
- 1976: CMA Award in der Kategorie Single Of The Year für Good Hearted Woman (mit Waylon Jennings)
- 1976: CMA Award in der Kategorie Album Of The Year für Wanted: The Outlaws (mit Waylon Jennings, Tompall Glaser und Jessi Colter)
- 1976: Grammy in der Kategorie Beste männliche Gesangsdarbietung - Country für Blue Eyes Crying In The Rain
- 1977: American Music Award in der Kategorie Favorite Country Single für Blue Eyes Crying In The Rain
- 1979: ACM Award in der Kategorie Entertainer of the Year
- 1979: CMA Award in der Kategorie Entertainer of the Year
- 1979: Grammy in der Kategorie Beste männliche Gesangsdarbietung – Country für Georgia on My Mind
- 1979: Grammy in der Kategorie Beste Countrydarbietung eines Duos oder einer Gruppe mit Gesang für Mamas Don’t Let Your Babies Grow Up To Be Cowboys (mit Waylon Jennings)
- 1981: Grammy in der Kategorie Bester Countrysong für On The Road Again
- 1982: ACM Award in der Kategorie Single of the Year für Always on My Mind
- 1982: ACM Award in der Kategorie Album of the Year für Always on My Mind
- 1982: American Music Award in der Kategorie Favorite Country Male Artist
- 1982: CMA Award in der Kategorie Single Of The Year für Always on My Mind
- 1982: CMA Award in der Kategorie Album Of The Year für Always on My Mind
- 1983: American Music Award in der Kategorie Favorite Country Album für Always on My Mind
- 1983: CMA Award in der Kategorie Vocal Duo of the Year (mit Merle Haggard)
- 1983: Grammy in der Kategorie Beste männliche Gesangsdarbietung - Country für Always on My Mind
- 1983: Grammy in der Kategorie Bester Countrysong für Always on My Mind
- 1984: ACM Award in der Kategorie Single of the Year für To All the Girls I’ve Loved Before (mit Julio Iglesias)
- 1984: American Music Award in der Kategorie Favorite Country Male Artist
- 1984: CMA Award in der Kategorie Vocal Duo of the Year (mit Julio Iglesias)
- 1986: American Music Award in der Kategorie Favorite Country Male Artist
- 1986: American Music Award in der Kategorie Favorite Country Single für Forgiving You Was Easy
- 1987: American Music Award in der Kategorie Favorite Country Male Artist
- 1990: Grammy Legend Award
- 2000: Grammy für das Lebenswerk
- 2002: CMA Award in der Kategorie Vocal Event of the Year für Mendocino County Line (mit Lee Ann Womack)
- 2002: CMT Flameworthy Video Music Award in der Kategorie Video Collaboration of the Year für Mendocino County Line (mit Lee Ann Womack)
- 2003: Grammy in der Kategorie Beste Zusammenarbeit mit Gesang – Country für Mendocino County Line (mit Lee Ann Womack)
- 2004: CMT Flameworthy Video Music Award in der Kategorie Collaborative Video of the Year für Beer for My Horses (mit Toby Keith)
- 2008: Grammy in der Kategorie Beste Zusammenarbeit mit Gesang – Country für Lost Highway (mit Ray Price)
- 2017: Grammy in der Kategorie Bestes Gesangsalbum – Traditioneller Pop für Summertime: Willie Nelson Sings Gershwin
- 2019: Grammy in der Kategorie Bestes Gesangsalbum – Traditioneller Pop für My Way
- 2019: Grammy in der Kategorie Beste Country-Solodarbietung für Ride Me Back Home
- Der Rolling Stone listete Nelson auf Rang 77 der 100 größten Gitarristen sowie auf Rang 88 der 100 größten Sänger und Rang 60 der 100 größten Songwriter aller Zeiten.[2][16][17]

## Filmografie (Auswahl)
- 1979: Der elektrische Reiter (The Electric Horseman)
- 1981: Der Einzelgänger (Thief)
- 1982: Die Ballade vom Banditen Barbarosa (Barbarosa)
- 1982: Gulag 2 (Coming Out of the Ice)
- 1984: Der Songschreiber (Songwriter)
- 1986: Die letzten Tage von Frank und Jesse James (The Last Days of Frank and Jesse James)
- 1986: Miami Vice (Fernsehserie, 1 Episode)
- 1986: Höllenfahrt nach Lordsburg (Stagecoach) (Fernsehfilm)
- 1988: Die Glorreichen 9 (Once Upon a Texas Train)
- 1988: Gringos, Gold und flotte Girls (Where the Hell’s That Gold?!!?)
- 1990: Zwei Asse schlagen zu (Pair of Aces)
- 1991: Zwei Asse schlagen wieder zu (Another Pair of Aces: Three of a Kind)
- 1996, 1998: Dr. Quinn – Ärztin aus Leidenschaft (Dr. Quinn, Medicine Woman) (Fernsehserie, 2 Episoden)
- 1997: Der 100.000 $ Fisch (Gone Fishin’)
- 1997: Nash Bridges (Fernsehserie, 1 Episode)
- 1997: Wag the Dog – Wenn der Schwanz mit dem Hund wedelt (Wag the Dog)
- 1998: Half Baked – Völlig high und durchgeknallt (Half Baked)
- 1999: Austin Powers – Spion in geheimer Missionarsstellung (Austin Powers: The Spy Who Shagged Me)
- 1999: Outlaw Kill (Outlaw Justice)
- 2000: Die Simpsons (The Simpsons) (Fernsehserie, Episode Hinter den Lachern)
- 2002, 2004: Monk (Fernsehserie, 2 Episoden)
- 2002: The Country Bears
- 2004: Hawaii Crime Story (The Big Bounce)
- 2005: Ein Duke kommt selten allein (The Dukes of Hazzard)
- 2006: Bierfest (Beerfest)
- 2007: Ein Duke kommt selten allein – Wie alles begann (The Dukes of Hazzard: The Beginning)
- 2007: Blonde Ambition
- 2008: Beer for My Horses
- 2008: Surfer, Dude
- 2023: Willie and Me